# Phyllodromica subaptera
Phyllodromica subaptera är en kackerlacksart som först beskrevs av Jules Pièrre Rambur 1838.  Phyllodromica subaptera ingår i släktet Phyllodromica och familjen småkackerlackor. Inga underarter finns listade i Catalogue of Life.